# Kloster Sellières
Das Kloster Sellières (lat.: Sigillerium; Scellières) ist eine ehemalige Zisterzienserabtei in der Gemeinde Romilly-sur-Seine im Département Aube, Region Grand Est, in Frankreich, rund 43 km nordwestlich von Troyes, an einem Arm der Seine.

## Geschichte
Das Kloster wurde im Jahr 1168 von Hugues I., dem Herren von Romilly, gestiftet und von Kloster Jouy besiedelt, mit dem es der Filiation von Kloster Pontigny angehörte. Das Kloster zählte niemals mehr als zehn Mönche. Im 17. Jahrhundert wurde das Kloster in Brand gesetzt, anschließend aber wieder aufgebaut. In den Hugenottenkriegen wurde die Kirche beschädigt und verlor ihr Spitztonnengewölbe. Während der Französischen Revolution fand das Kloster 1791 sein Ende, die Anlage wurde anschließend verkauft. In Sellières wurde 1778 der Philosoph Voltaire begraben, sein Leichnam aber 1791 in das Panthéon überführt.

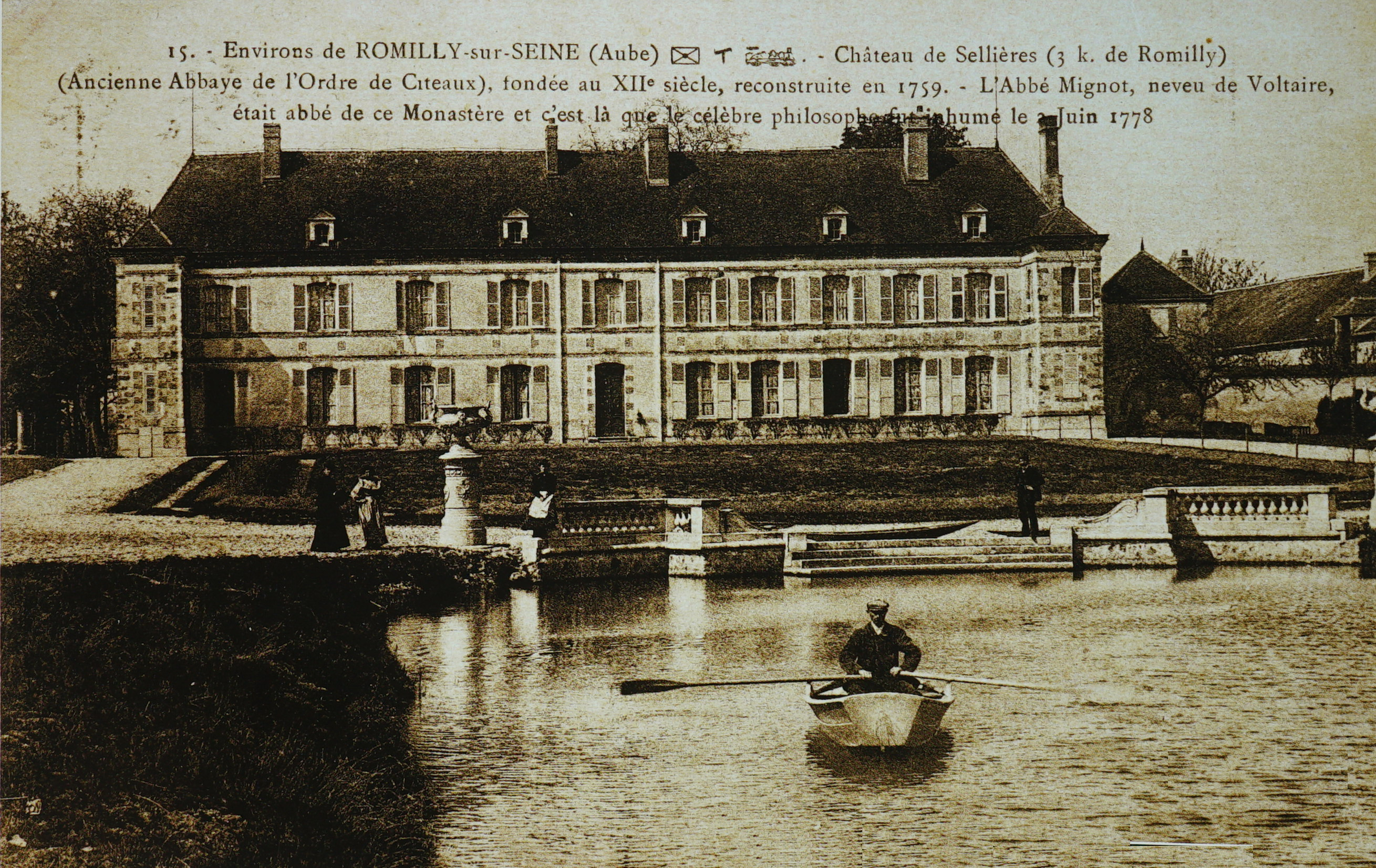

## Bauten und Anlage
Die Anlage wurde im 19. Jahrhundert stark umgebaut. An der Stelle der Klostergebäude befindet sich ein kleines Schloss. 